# Lieux de mémoire de la Première Guerre mondiale
Pour un article plus général, voir Commémoration de la Première Guerre mondiale.
La Première Guerre mondiale ayant été sans précédent par le nombre des victimes et l'ampleur des destructions, les cimetières militaires, les mémoriaux, construits sur les lieux de combats où non, sont devenus des lieux de mémoire en hommage aux combattants et en souvenir des souffrances endurés par eux. Cet article a pour but de dresser la liste des principaux lieux de mémoire de la Grande Guerre.

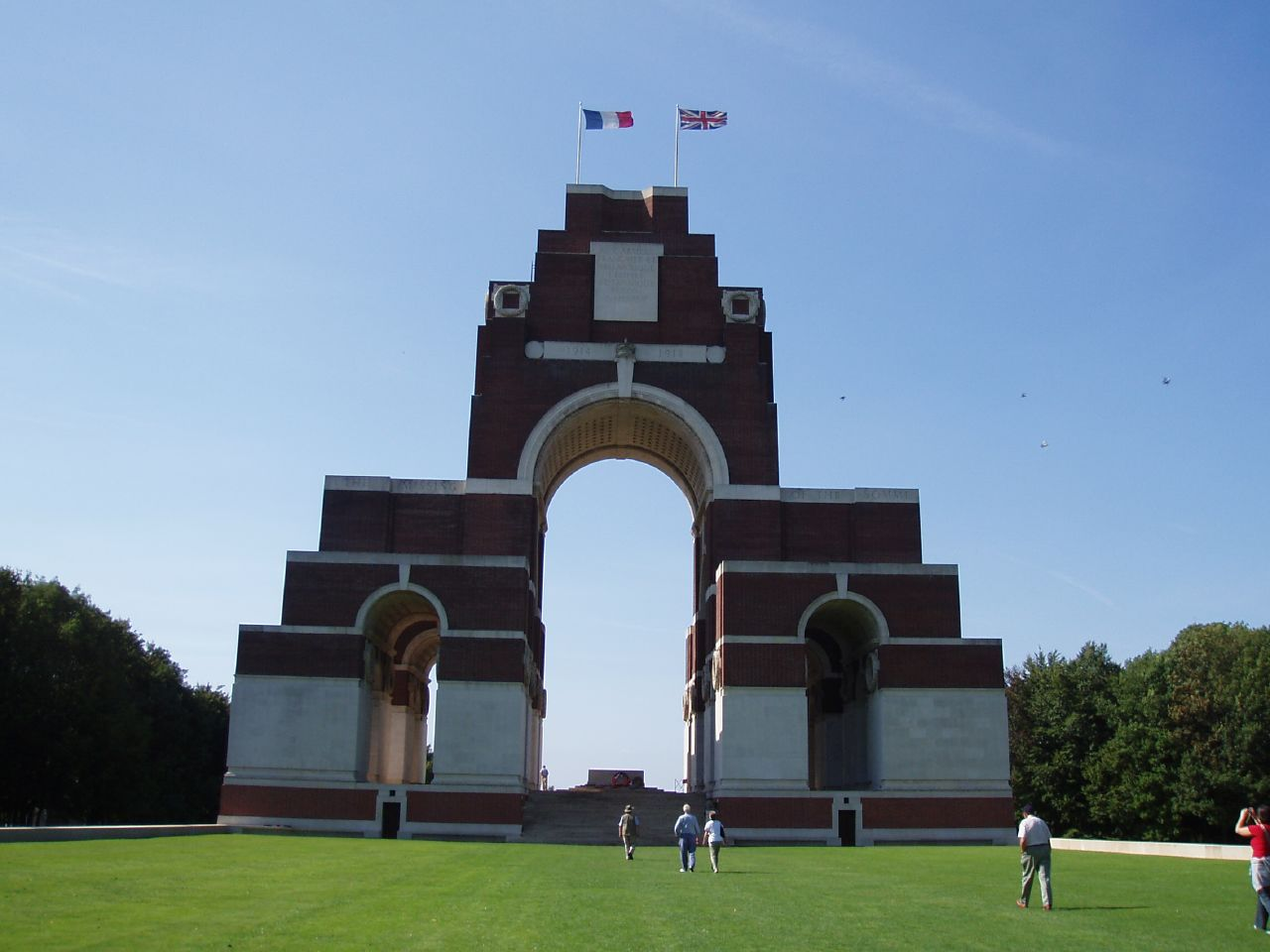
Mémorial de Thiepval (France)

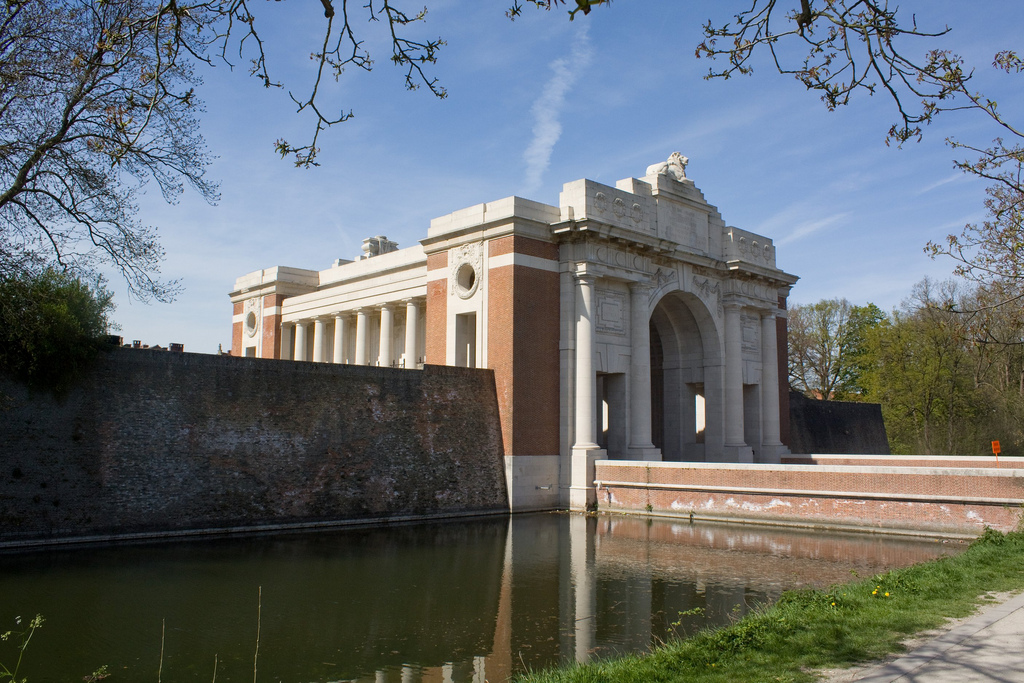
Porte de Menin à Ypres (Belgique)

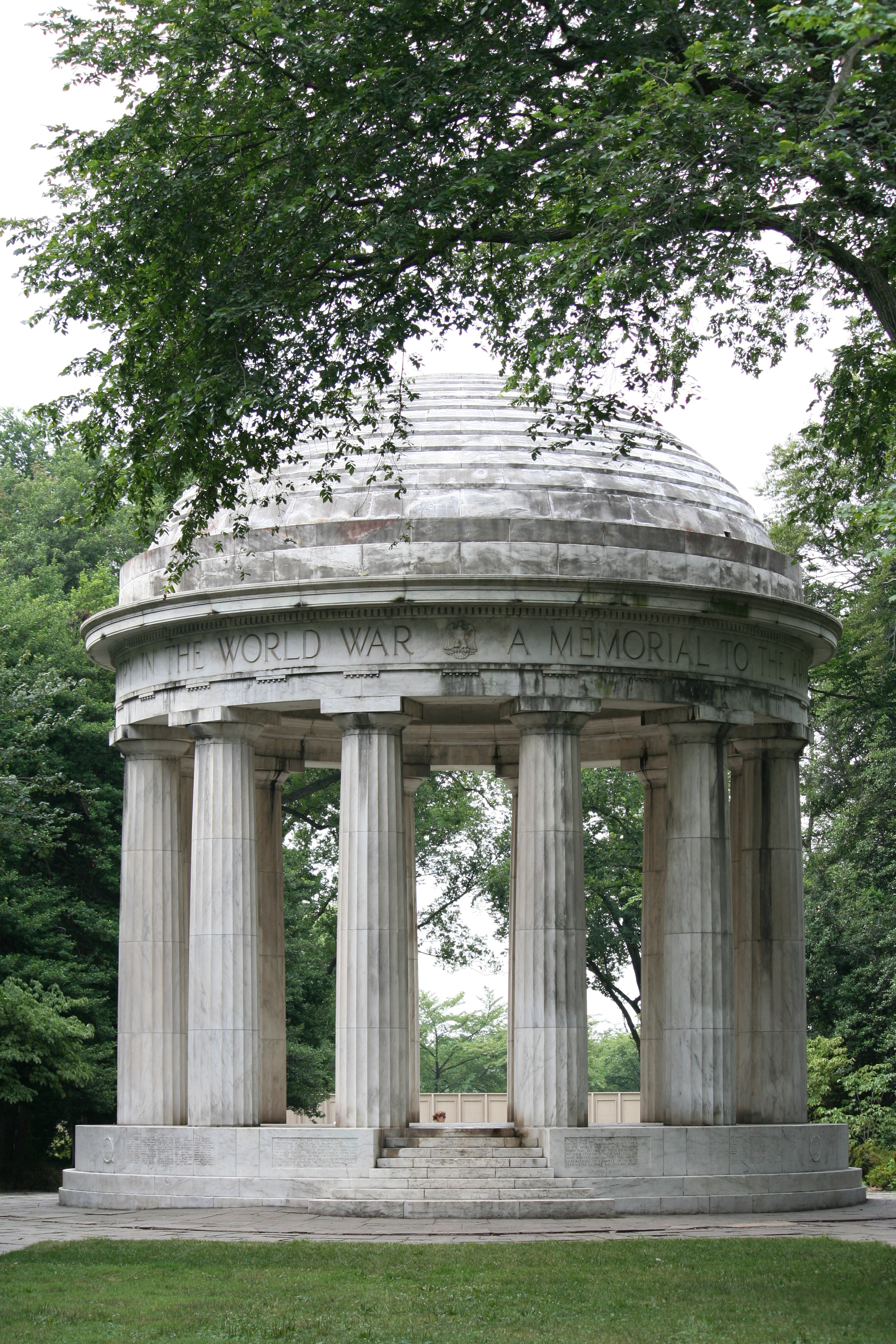
Mémorial du district de Columbia (États-Unis)

## Afrique du Sud
- Delville Monument à Pretoria
- Delville Memorial au Cap

## Allemagne
- Monument de Tannenberg (monument disparu)
- Mémorial naval de Laboe
- Neue Wache à Berlin

## Australie
- Mémorial australien de la guerre, à Canberra
- Shrine of Remembrance, à Melbourne

## Belgique
- Bois du Polygone à Zonnebeke
- Cimetière militaire allemand de Menin
- Cimetière militaire allemand de Langemark
- Cimetière militaire allemand de Vladslo près de Dixmude
- Cimetière militaire belge de La Panne
- Cimetière militaire britannique de Tyne Cot à  Zonnebeke près de Passendale
- Colonne du Congrès à Bruxelles
- Fort de Loncin (Liège)
- Mémorial Interallié à Liège
- Monument au Roi Albert Ier (Nieuport)
- Monument britannique à Bruxelles
- Parc irlandais de la paix à Messines
- Mémorial britannique de Ploegsteert
- Porte de Menin à Ypres
- Tour de l'Yser à Dixmude

Monument Guynemer à Poelkapelle

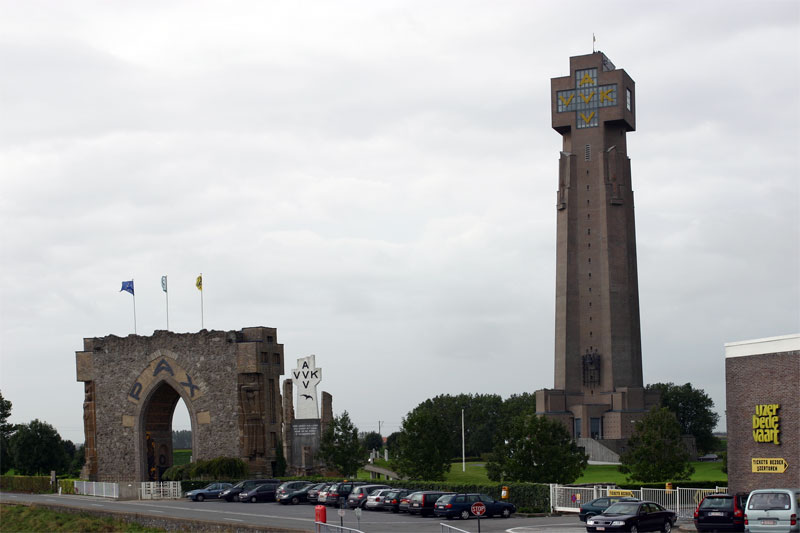
Tour de l'Yser
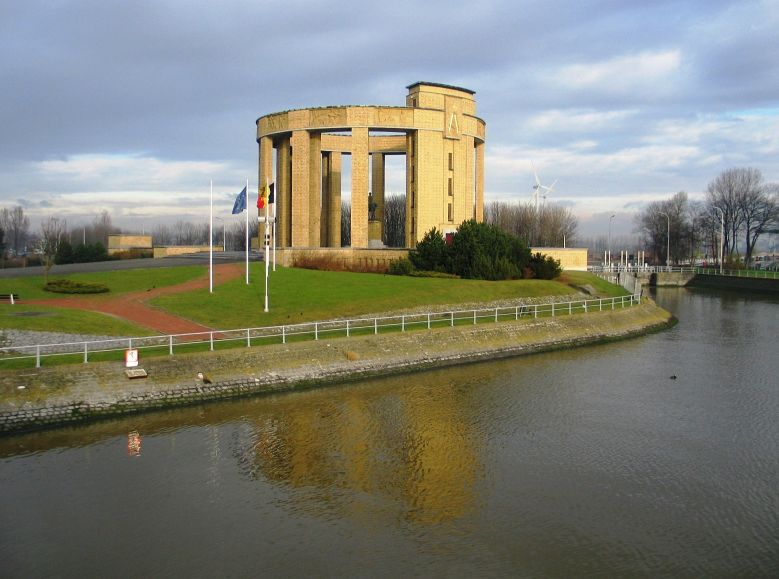
Monument au roi Albert Ier
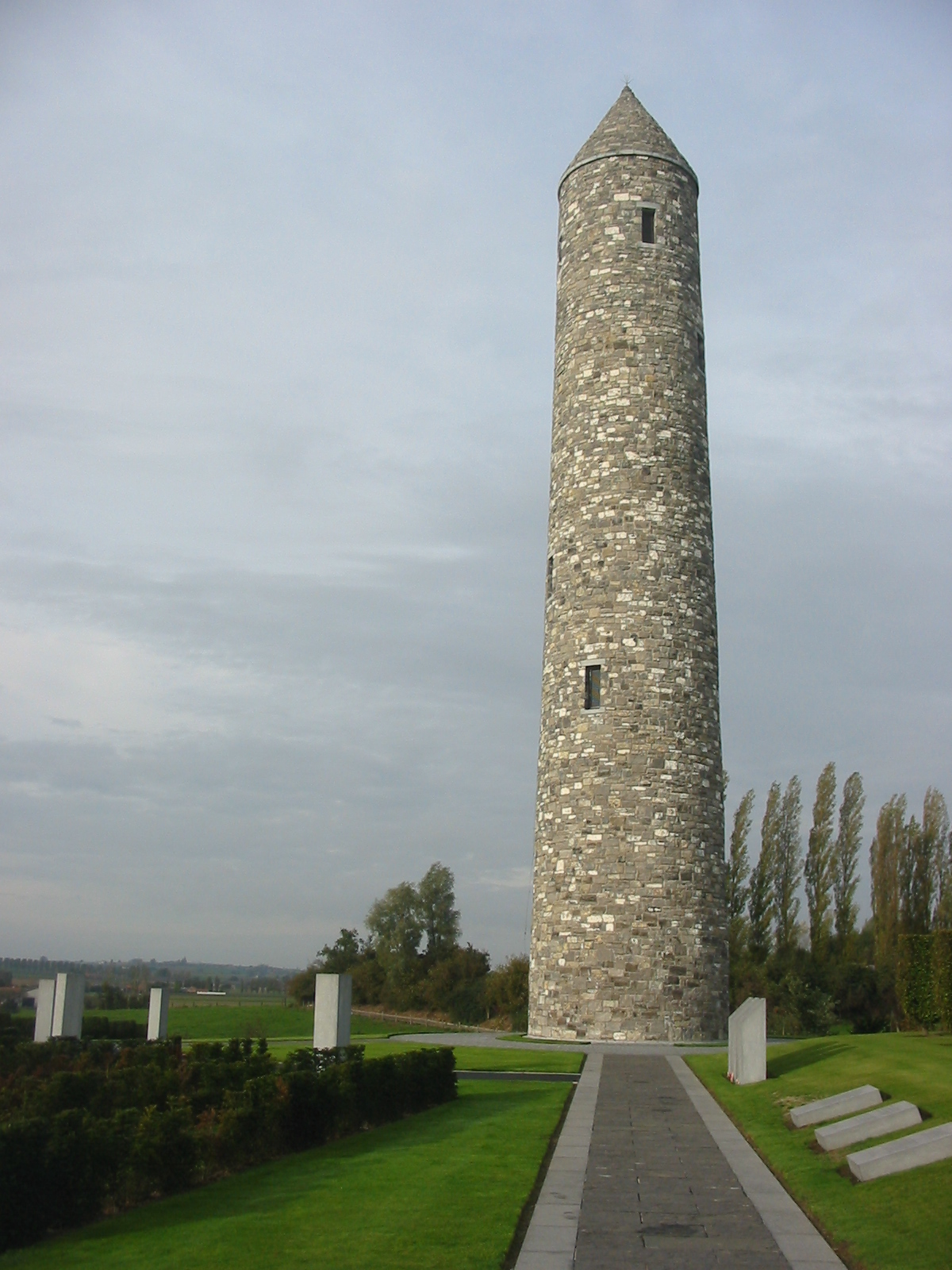
Parc irlandais de la Paix
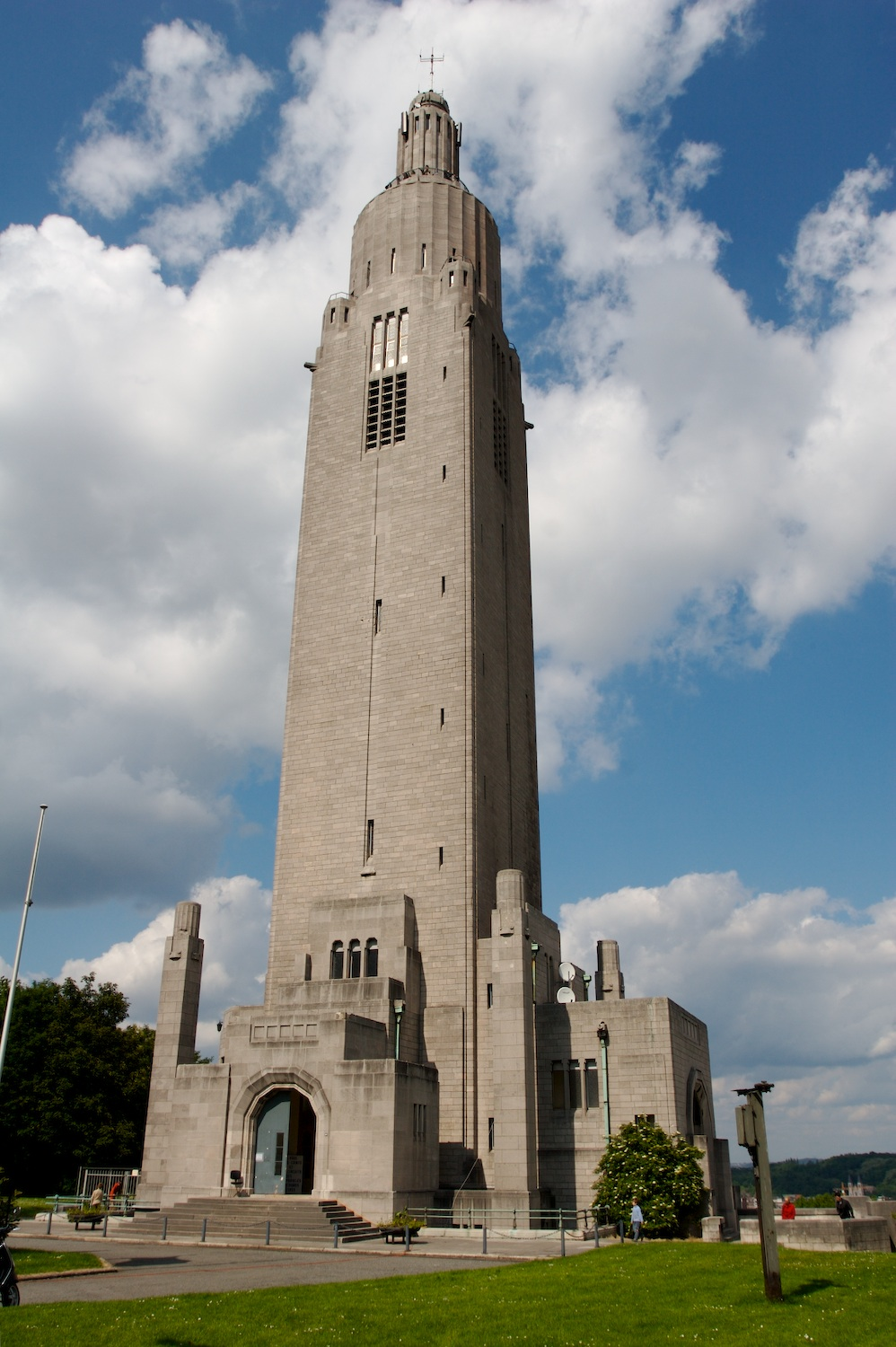
Mémorial Interallié de Cointe à Liège

## Canada
- Monument commémoratif de guerre du Canada à Ottawa
- Monument aux braves à Sherbrooke (Province de Québec)
- Mémorial national de Terre-Neuve à Saint-Jean de Terre-Neuve
- Tour de la Paix du Parlement du Canada à Ottawa

## États-Unis
- Mémorial de Guerre du district de Columbia à Washington
- Parc Pershing à Washington
- Mémorial de la Liberté (Kansas City) à Kansas City (Missouri)
- Tombe des Inconnus au Cimetière national d'Arlington (Virginie)
- Victory Monument à Chicago

## France

### Aisne
- Chemin des Dames
- Plateau de Californie

### Ardennes
- Musée Guerre et Paix en Ardennes à Novion-Porcien (Ardennes)

### Bouches-du-Rhône
- Nécropole nationale de Luynes

### Meuse
- Mémorial de Verdun à Fleury-devant-Douaumont

### Paris
- Hôtel des Invalides.
- Musée de l'Armée (Paris)
- Tombe du Soldat inconnu (France)
- Monument aux soldats noirs morts pour la France, monument au souvenir des soldats de Madagascar, monument aux cambodgiens et laotiens morts pour la France et monument aux indochinois chrétiens morts pour la France (Jardin d'agronomie tropicale)
- Monument aux soldats tchécoslovaques au cimetière du Père-Lachaise
- Musée Clemenceau

### Haut-Rhin
- Musée-Mémorial du Linge à Orbey
- Vieil Armand

### Seine-et-Marne
- Musée de la Grande Guerre du pays de Meaux

### Somme
- Circuit du Souvenir

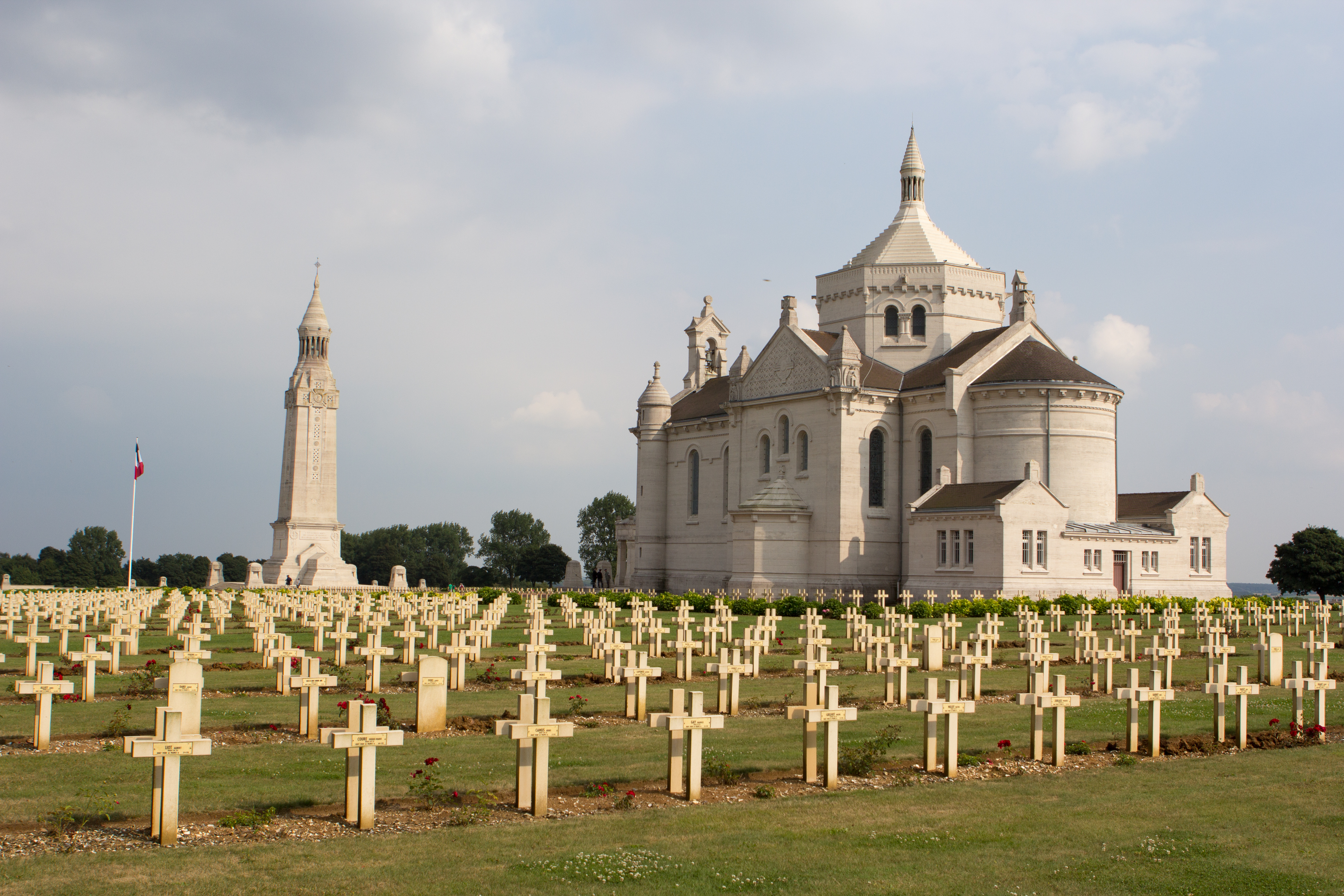
Nécropole nationale de Notre-Dame-de-Lorette
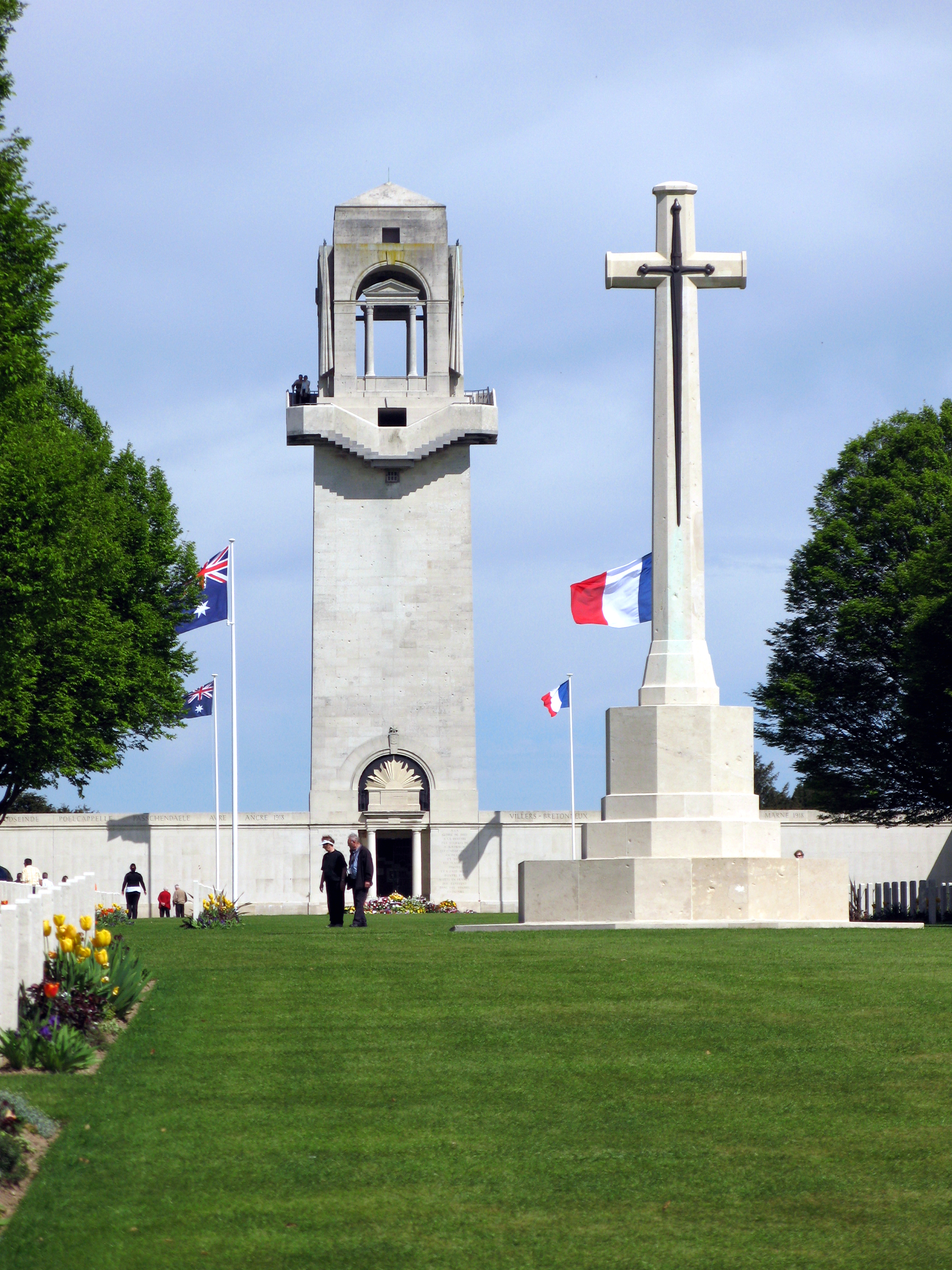
Mémorial national australien de Villers-Bretonneux
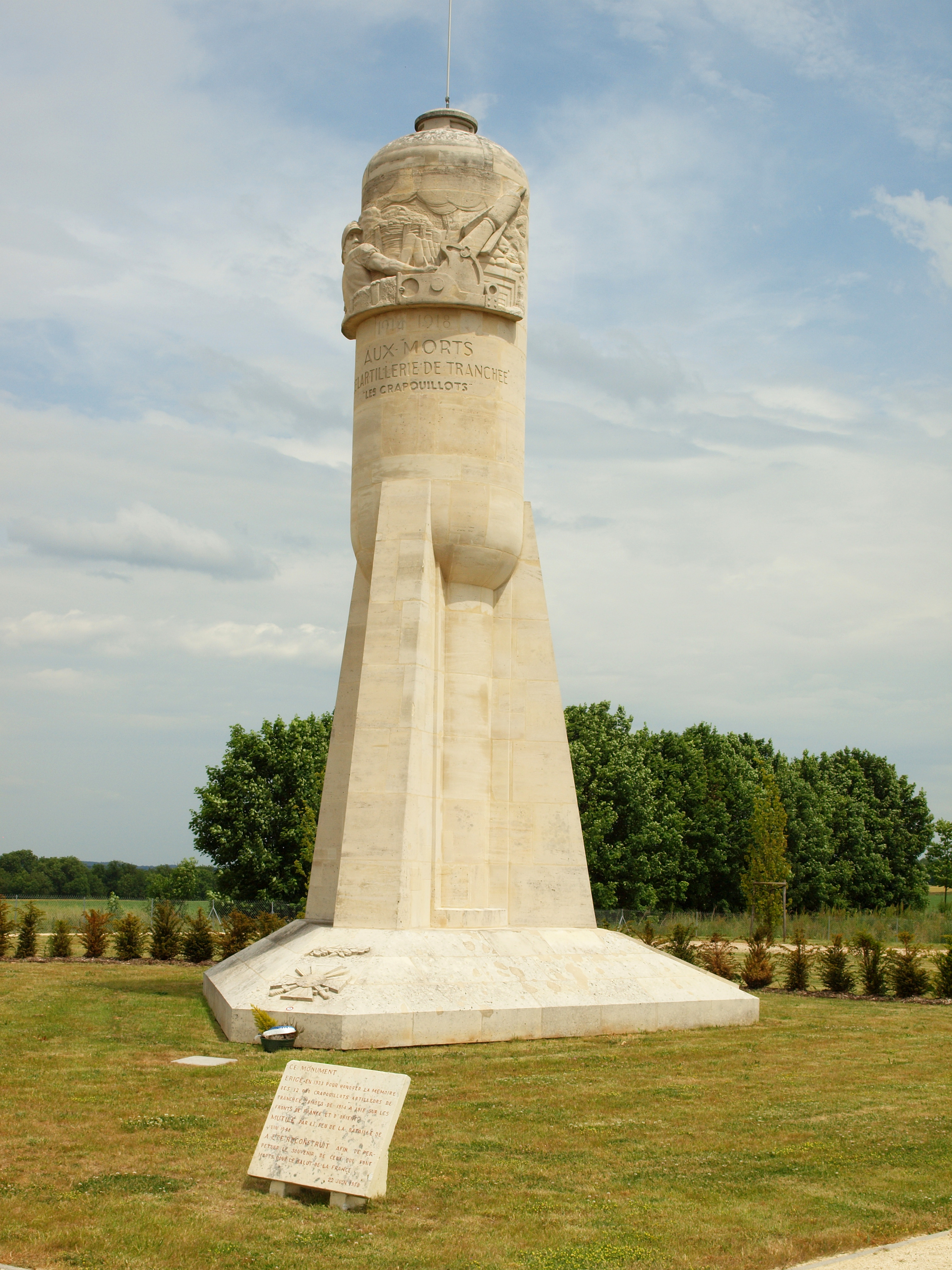
Monument aux crapouillots du Moulin de Laffaux
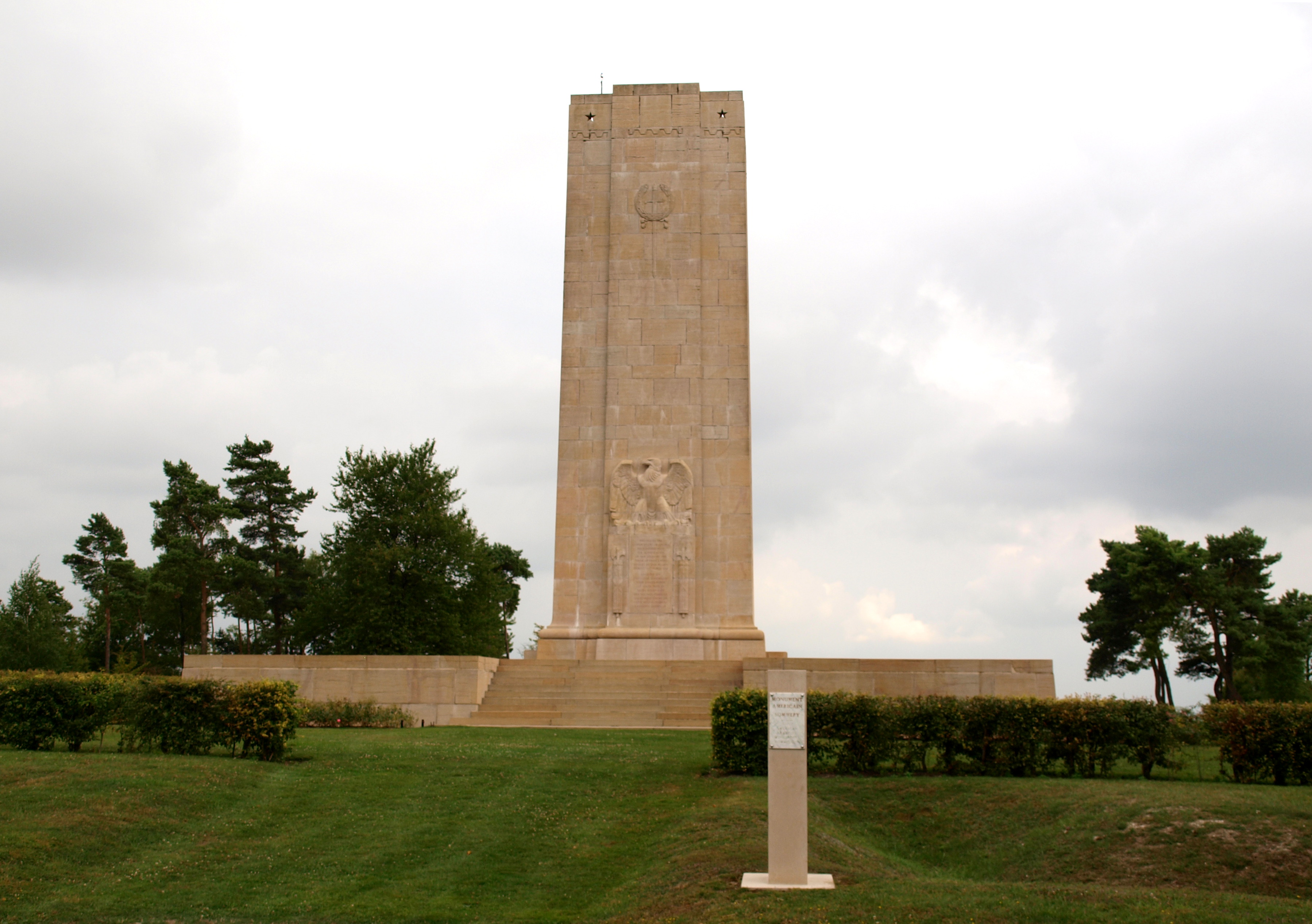
Monument américain du Blanc Mont
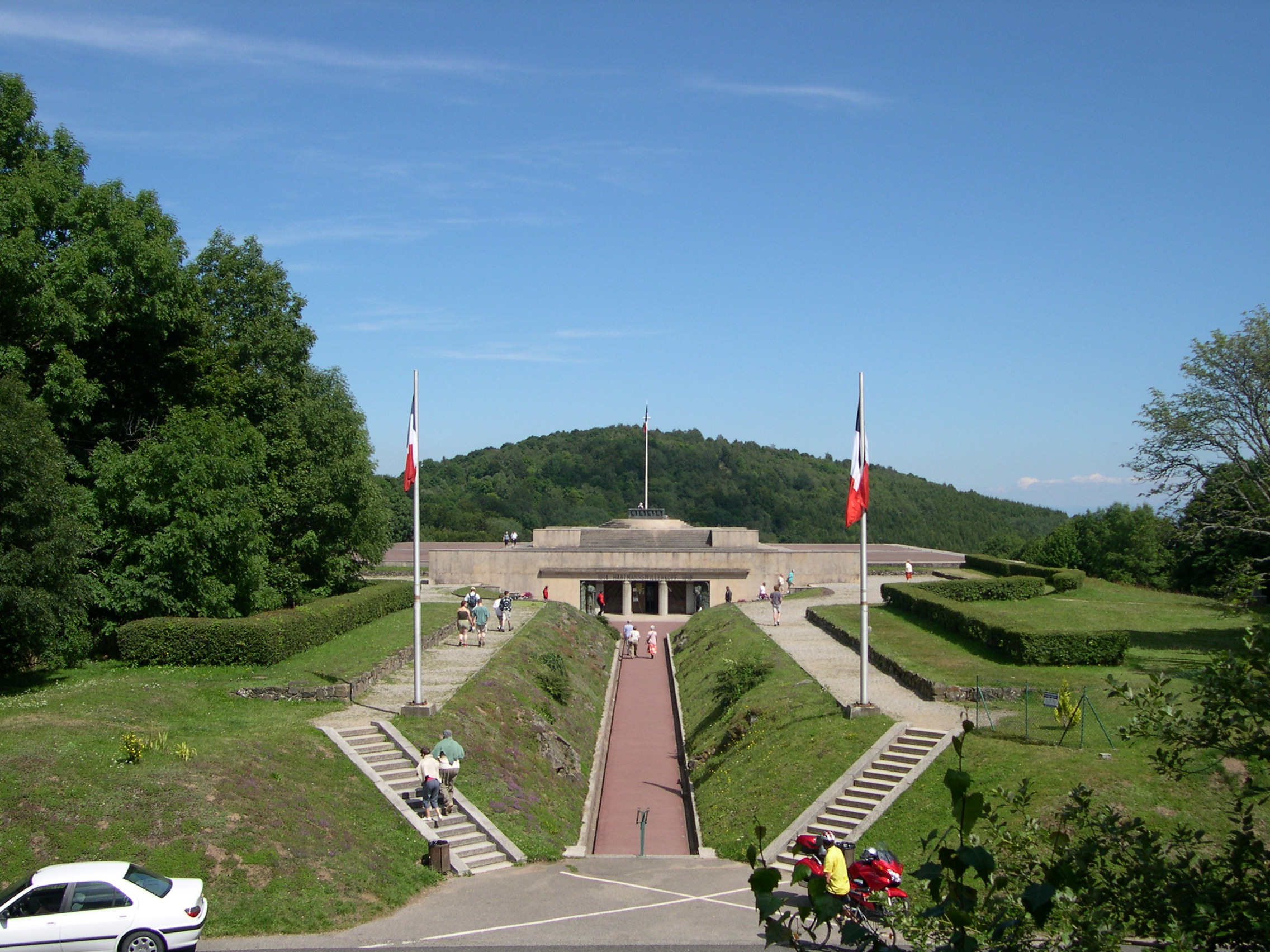
Monument national du Vieil Armand

### Seine Maritime
Cimetière Saint Sever de Rouen

## Grèce
- Le cimetière militaire de Zeitenlik à Thessalonique
- Le cimetière militaire allié de Kalamaki à Athènes
- Le cimetière militaire français de Gastouri à Corfou
- Cimetières et monuments militaires français en Grèce

## Irlande
- Mémorial national irlandais de la Guerre à Dublin

## Italie

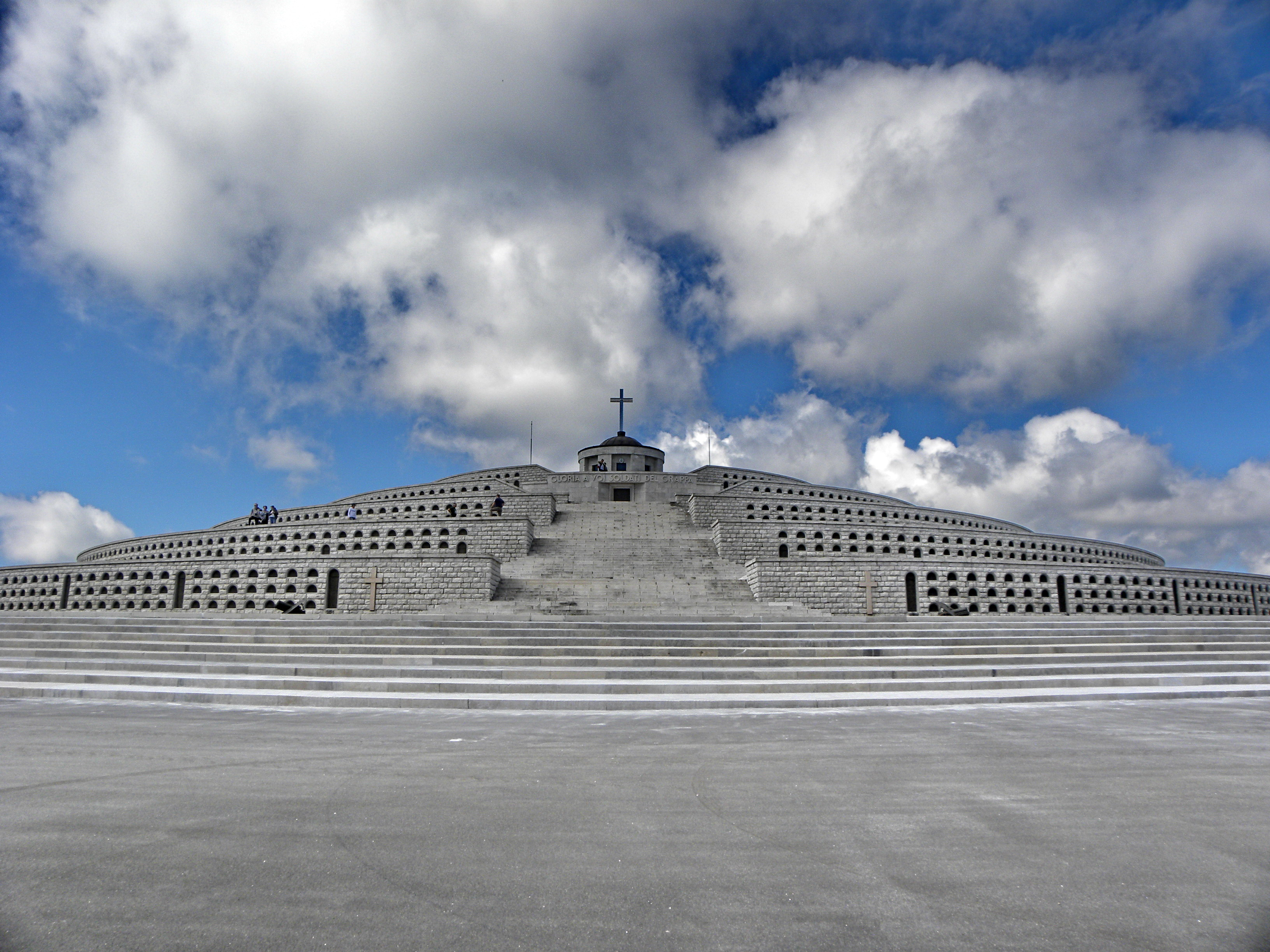
Ossuaire du Monte Grappa

- Cimetière militaire de la colline Sant'Elia
- Cimetière militaire de Redipuglia
- Cimetière militaire du Monte Grappa
- Ossuaire du Mont Pasubio
- Ossuaire de Leiten
- Ossuaire de Tonezza del Cimone
- Vittoriano à Rome

## Nouvelle-Zélande
- Cénotaphe à Auckland
- Mémorial national de la Guerre à Wellington

## Pologne

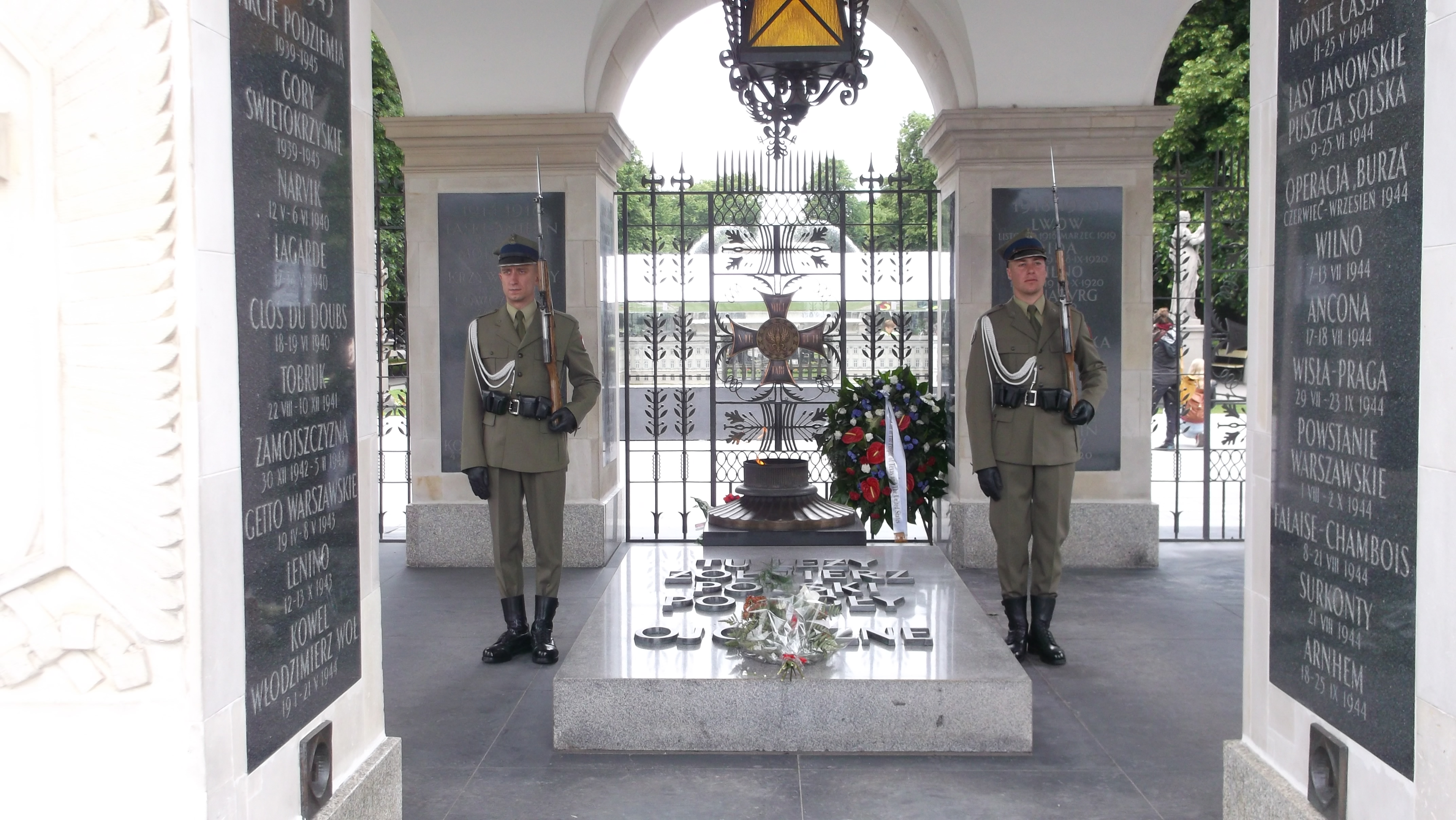
Varsovie, tombe du soldat inconnu

- Tombe du Soldat inconnu (Cracovie),
- Tombe du Soldat inconnu (Łódź)
- Tombe du Soldat inconnu (Varsovie),
- Cimetière militaire de (pl) Marcinkowice (district de Nowosadecki)
- Cimetière militaire allemand de Przemyśl

## Portugal
Portugal : la tombe du Soldat inconnu, au monastère de Batalha

## Royaume-Uni
- Cénotaphe (Belfast)
- Cénotaphe (Londres)

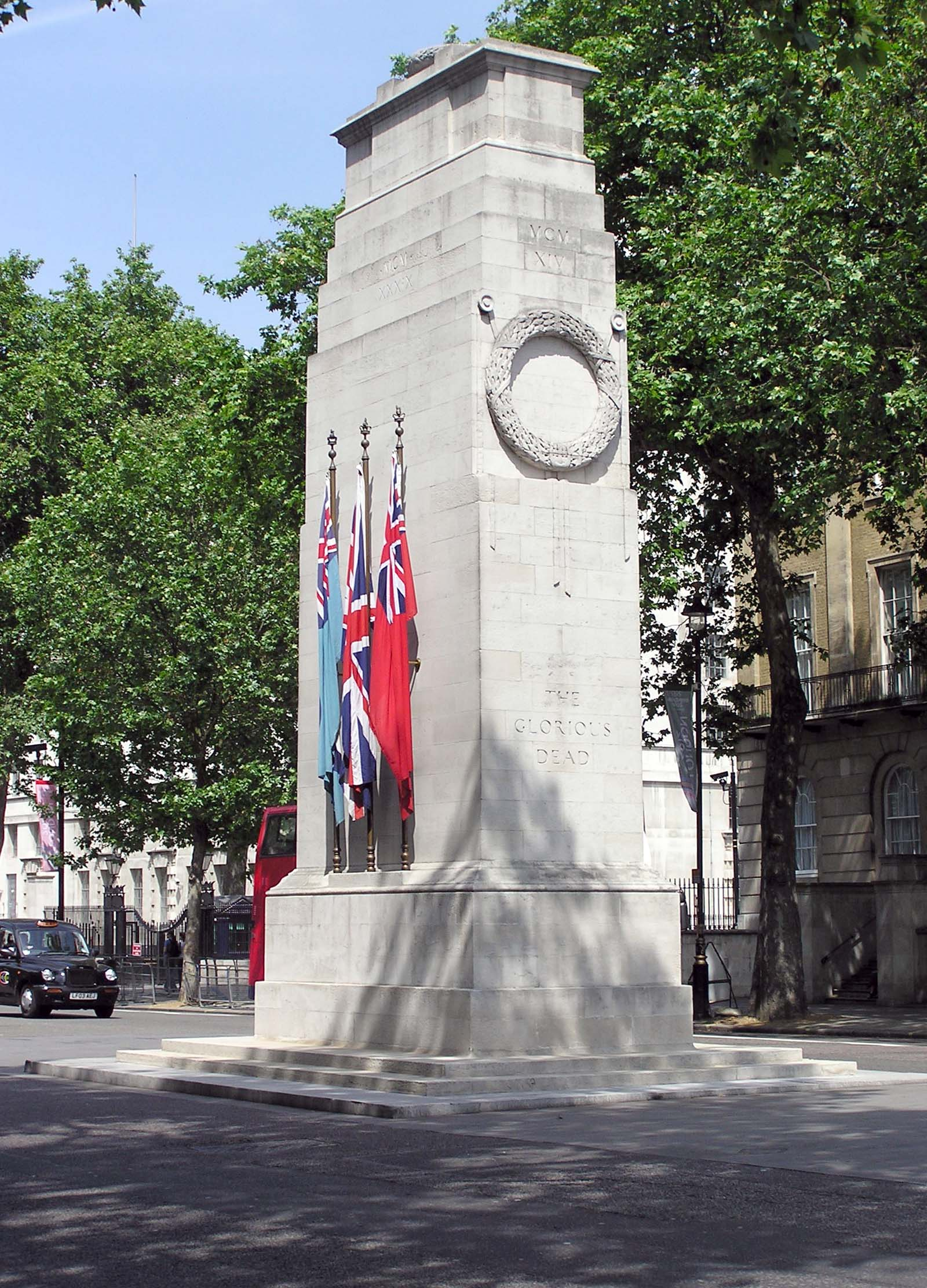
Cénotaphe de Londres

- Machine Gun Corps Memorial (en)
- Mémorial national écossais de la Guerre à Édimbourg
- Mémorial national gallois de la Guerre à Cardiff
- Nicholson War Memorial (en)
- Royal Air Force Memorial
- Shot at Dawn Memorial
- Tombe du Soldat inconnu, dans l'abbaye de Westminster, à Londres

## Russie
- Cimetière de la Présentation (Moscou)

## Serbie
- Nouveau cimetière de Belgrade
- Monument au Héros inconnu du mont Avala

## Slovénie
- Cimetière militaire autrichien de Bovec
- Cimetière militaire autrichien de Spodnji Log de la Première Guerre mondiale.

## Turquie
- Cimetière de Morto Bay (Cap Helles) : bataille des Dardanelles
- Cimetière militaire français d'Iskenderun (Alexandrette) : campagne de Cilicie